# Last Battle
Last Battle es un videojuego de género Yo contra el barrio publicado por Sega para la videoconsola Mega Drive en 1989. La versión original japonesa, titulada Shin Seikimatsu Kyūseishu Densetsu Hokuto no Ken (新世紀末救世主伝説 北斗の拳?) se basaba en la serie manga Hokuto no Ken (El Puño de la Estrella del Norte). Dado que las versiones internacionales del juego no conservaron la licencia de Hokuto no Ken, los gráficos y los nombres de los personajes fueron alterados. Fue el segundo juego de Hokuto no Ken publicado por Sega, tras el primero, publicado para Mark III en Japón, que fue luego distribuido en occidente para Sega Master System bajo el título de Black Belt, tras haber perdido también la licencia del manga para su publicación internacional. En 1991 Elite programó y distribuyó en Europa versiones basadas en Last Battle para Commodore 64 y Amiga.

## Juego
Last Battle es un juego de acción de desplazamiento lateral, de modo similar a su predecesor Black Belt. El jugador toma el control de Aarzak (Kenshiro en la versión original japonesa), que lucha contra sus enemigos con sus puñetazos y patadas. Aarzak puede atacar de pie, saltando o agachado, para un total de seis ataques básicos. Además de su medidor de vida, Aarzak tiene un medidor de fuerza que se llena conforme vence a los enemigos que van surgiendo. Cuando el contador de fuerza llega a un punto determinado (dependiendo de la fase), Aarzak pasa a un estado de superfuerza, que le permite realizar rápidos puñetazos y patadas durante el resto del nivel. Las fases del juego (con excepción de las batallas contra los jefes y las fases de laberintos) tienen un límite de tiempo que se muestra en la esquina inferior derecha de la pantalla; pero a diferencia de otros límites de tiempo, en vez de morir el personaje inmediatamente cuando se agota, la barra de vida irá bajando gradualmente hasta que se complete el nivel.
El juego se divide en cuatro etapas o capítulos, cada una con varios niveles. Después de completar un nivel al jugador se le presenta un mapa que muestra la ubicación actual del jugador y los caminos que puede tomar. La mayoría de los niveles son segmentos lineales de desplazamiento lateral en donde el jugador simplemente tiene que caminar de un lado a otro mientras lucha contra todo enemigo que se interponga en el camino. Otras zonas que se pueden atravesar son los laberintos de mazmorras en el que el jugador debe descubrir el camino correcto hacia el objetivo, evitando las trampas. Las dos ventajas de estos lugares es que no existe límite de tiempo y cada enemigo vencido recarga el nivel de vida. A lo largo de la partida, el jugador se encontrará con varios aliados que incrementarán la fuerza ofensiva o defensiva o repondrán la salud de Aarzak. El juego cuenta con varios jefes de fase contra los cuales habrá que luchar al final de cada etapa en un combate uno contra uno. Algunas veces, el jugador debe completar los niveles en un cierto orden para poder terminar un capítulo.
Last Battle es conocido entre los jugadores por su elevada dificultad.

## Localización
Debido a que su traducción en inglés no poseía la licencia de El Puño de la Estrella del Norte, los desarrolladores cambiaron los nombres de todos los personajes, así como sus estilos de lucha, aunque la trama se conserva relativamente sin cambios. La versión original japonesa se basa específicamente en la segunda serie de anime, que abarca del volumen 16 al volumen 24 del manga original. Kenshiro pasó a llamarse Aarzak (un nombre quizá inspirado por el cómic de Moebius) y sus dos compinches de la serie, Bat y Lin, se convirtieron en Max y Alyssa. Duke, el antagonista inicial es en realidad Falco, mientras que los tres Rashō fueron convertidos en generales rebeldes del imperio que, tras la derrota de Duke escaparon e idearon un plan para vengarse de Aarzak.
Además, se suprimieron la sangre y el gore que estaban presentes en la versión japonesa. En la versión original, las cabezas de los enemigos normales explotaban, seguidas de sus cuerpos de un modo sangriento. Asimismo los jefes de fase también tenían finales sangrientos en sus luchas. Sin embargo, la versión comercializada fuera de Japón fue editada para rebajar su violencia, de manera que los enemigos normales simplemente salían volando fuera de la pantalla cuando eran golpeados y muchas de las animaciones sangrientas de los jefes fueron eliminadas e incluso algunos jefes fueron recoloreados para que pareciesen más mutantes que humanos. Por ejemplo, a Bask le pusieron la piel de color verde; a Geira, de color verde pálido y a Alf, de color morado.

### Lista de cambios de nombre
| Last Battle | Hokuto no Ken                 |
| ----------- | ----------------------------- |
| Jet-Kwon-Do | Hokuto Shinken (北斗神拳)     |
| Tae-Kung-Fu | Gento Kōken (元斗皇拳)        |
| Aarzak      | Kenshirō (ケンシロウ)         |
| Alyssa      | Lin (リン)                    |
| Max         | Bat (バット)                  |
| Luisa       | Mamiya (マミヤ)               |
| Gere        | Ein (アイン)                  |
| Anne        | Asuka (アスカ)                |
| Zee-Bee     | Buzz y Gill Harn (ハーン兄弟) |
| Syd         | Solia (ソリア)                |
| Duke        | Falco (ファルコ)              |
| Sophia      | Lui (ルイ)                    |
| Dare-Devil  | Akashachi (赤鯱)              |
| Cynara      | Leia (レイア)                 |
| Rob         | Shachi (シャチ)               |
| Gromm       | Han (ハン)                    |
| Gross       | Hyō (ヒョウ)                  |
| Garokk      | Kaiō (カイオウ)               |